# 주전봉수대관련고문서
주전봉수대관련고문서(朱田烽燧臺關聯古文書)는 울산광역시 남구 신정동, 울산박물관에 있는 주전봉수대의 운영 실상을 알려주는 자료이다. 2000년 11월 9일 울산광역시의 문화재자료 제16호로 지정되었다.

## 현지 안내문
이 고문서는 주전봉수대(울산광역시 기념물 제3호)의 운영 실상을 알려주는 자료이다. 철종 9년(1858)∼고종 33년(1896)간의 것으로 모두 11점이며 한지에 필사한 것이다.
고문서에는 울산부사가 박춘복, 박명대 부자에게 내린 주전봉수대 별장 임명장과 별장과 인근 동수에게 근무를 철저히 하고 군포를 잘 징수하라는 전령문 그리고 미포 정자 등 봉수대 인근마을로부터 군량 형식으로 거둔 금전의 내역을 기록한 문서와 울산부에서 주전봉수대에 내려준 조총 등 무기와 솥 등 장비의 목록 또 별장이 이를 점검하여 이상유무를 보고한 문서들이 있다.
이 고문서를 통해 주전봉수대는 수령의 관할 아래에 있었고 봉수군은 봉수를 담당하면서 유사시에는 적군을 맞아 싸우는 군사 역할도 하였음을 알 수 있다. 또한 봉수군 역은 봉수대 인근 주민들이 담당하였고 군량 등 운영경비도 이들이 공동으로 부담하였음을 알 수 있다.
따라서 이 고문서는 조선 후기 봉수대의 운영을 알려주는 중요한 자료가 된다.

## 사진

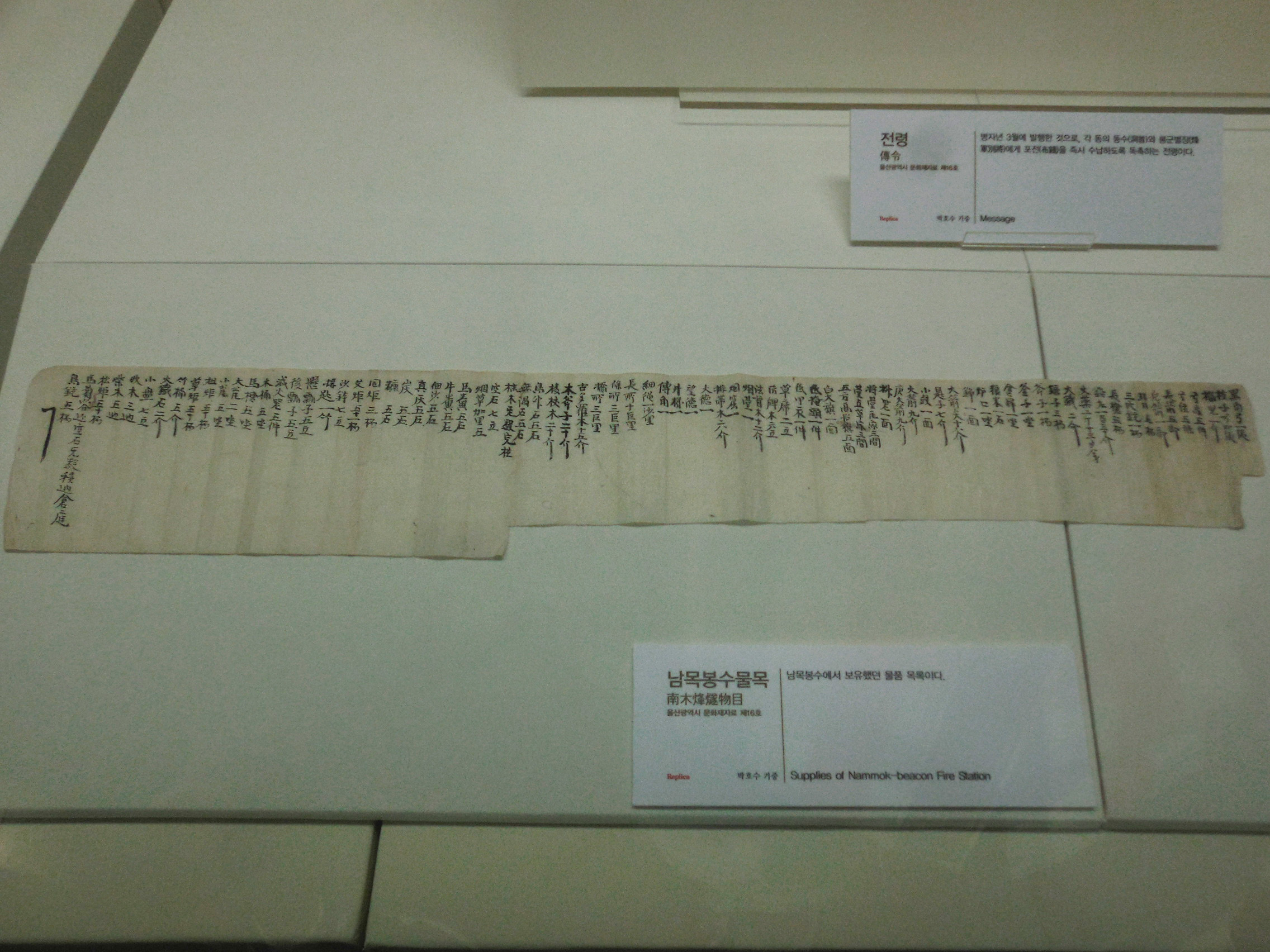
남목봉수물목
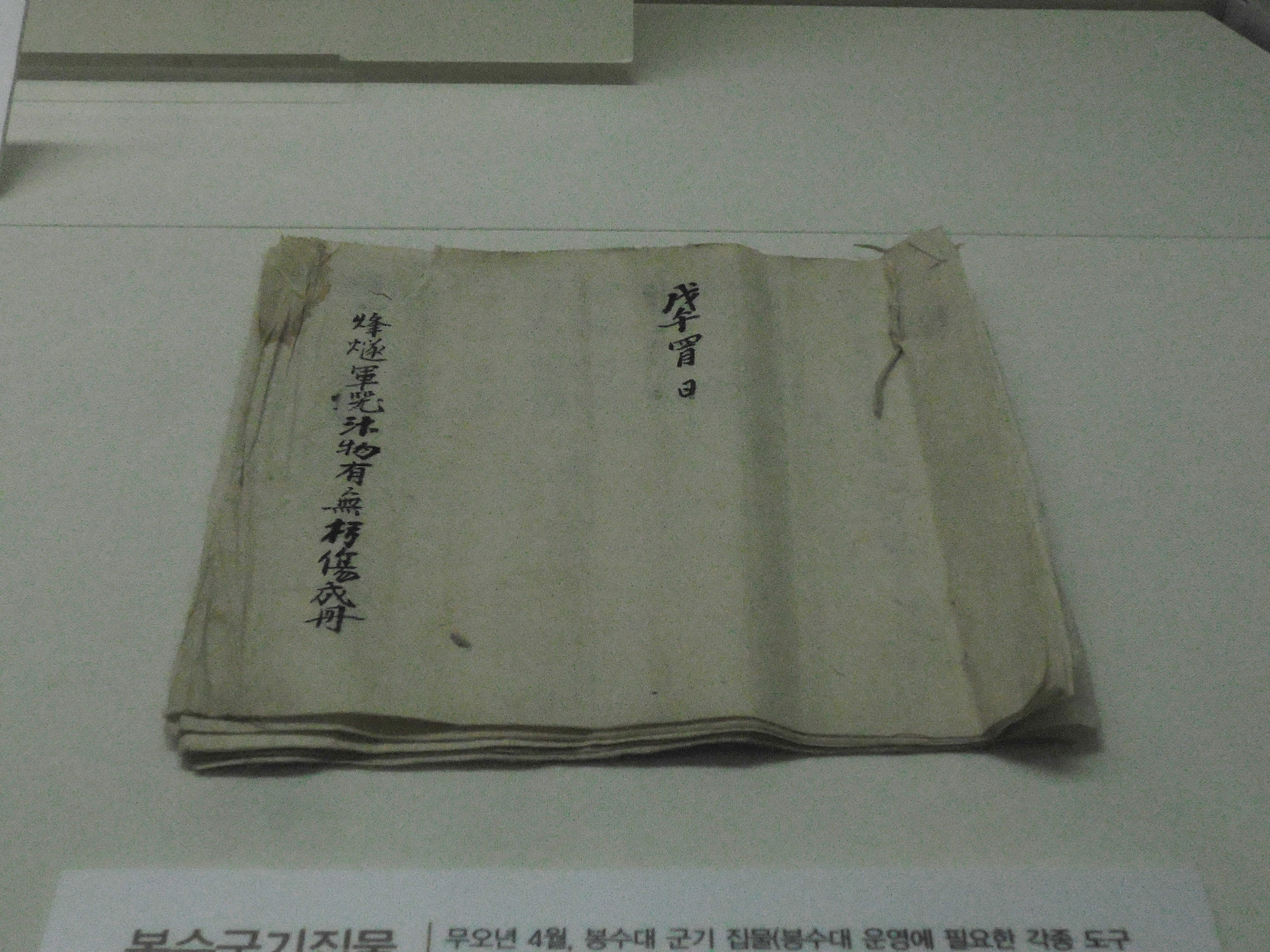
봉수군기집물
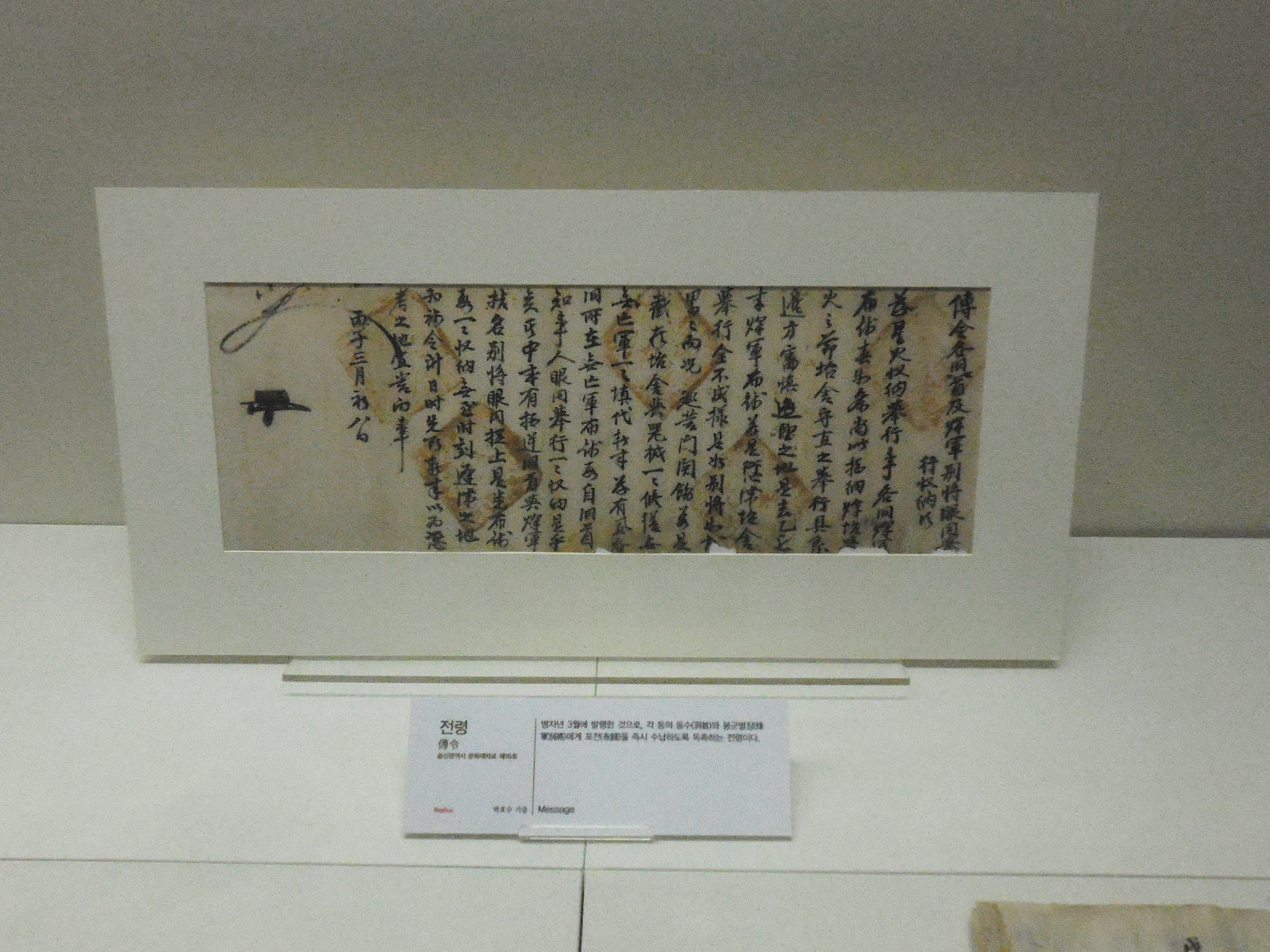
전령

## 같이 보기
- 주전봉수대 - 울산광역시 기념물 제3호

## 참고 자료
- 주전봉수대관련고문서 - 국가유산청 국가유산포털